# Hasenbergtunnel (Gäubahn)
Der Hasenbergtunnel ist ein Eisenbahntunnel, der im Stadtgebiet von Stuttgart die Bahnstrecke Stuttgart–Horb unter dem Hasenberg hindurchführt.

## Geografie und Ausstattung
Das 258,0 m lange Bauwerk liegt zwischen den Streckenkilometern 8,922 bis 9,181 in einer Kurve.
Die Bogenradien der beiden, im Gleismittenabstand von 3,75 m liegenden Gleise, liegen bei 398 bzw. 402 m, die Überhöhung bei 50 mm. Die zulässige Geschwindigkeit beträgt 70 km/h.
Seitliche Sicherheitsräume sind nicht vorhanden.
Das Bauwerk durchquert Schichten des Keupers und Gipsmergels.

## Geschichte
Der Tunnel wurde in den Jahren 1875 und 1876 errichtet.
Das Gewölbe wurde in den Jahren 1905, 1910 und 1938 bis 1940 nachträglich abgedichtet.
Der Tunnel ist seit 1961 elektrifiziert. Hierzu wurden die Gleise abgesenkt und die Widerlager unterfangen. 1990/1991 wurde das Bauwerk gesamthaft saniert und eine 20 cm starke Innenschale aus Spritzbeton eingebracht sowie verschiedene Nischen erweitert und neu ergänzt.
Auf der vierstufigen Zustandsnoten-Skala von DB Netz war das Bauwerk in den Jahren 2008, 2014 und 2017 jeweils in die Kategorie 2 eingestuft („Größere Schäden am Bauwerksteil, welche die Sicherheit nicht beeinflussen.“). Nach Erwartungen von 2015 wird für das Jahr 2033 die Zustandskategorie 3 erwartet.
Der Tunnel wurde 2014 täglich, in Summe beider Richtungen, von 14 Zügen des Personenfernverkehrs, 36 Zügen des Regionalverkehrs und einer S-Bahn befahren.